# چارلز ای. تون
چارلز آرنت تون (به انگلیسی: Charles Arnette Towne) سناتور سابق عضو حزب دموکرات ایالات متحده آمریکا بود. وی در سال ۱۹۰۰ تا ۱۹۰۱ میلادی سناتور ایالت مینه‌سوتا در سنای ایالات متحده آمریکا بود.